# ミュラ＝ル＝ケール
ミュラ＝ル＝ケール （Murat-le-Quaire）は、フランス、オーヴェルニュ＝ローヌ＝アルプ地域圏、ピュイ＝ド＝ドーム県のコミューン。2015年に小郡の再編が行われ、コミューンは新設されたル・サンシー小郡となった。

## 地理

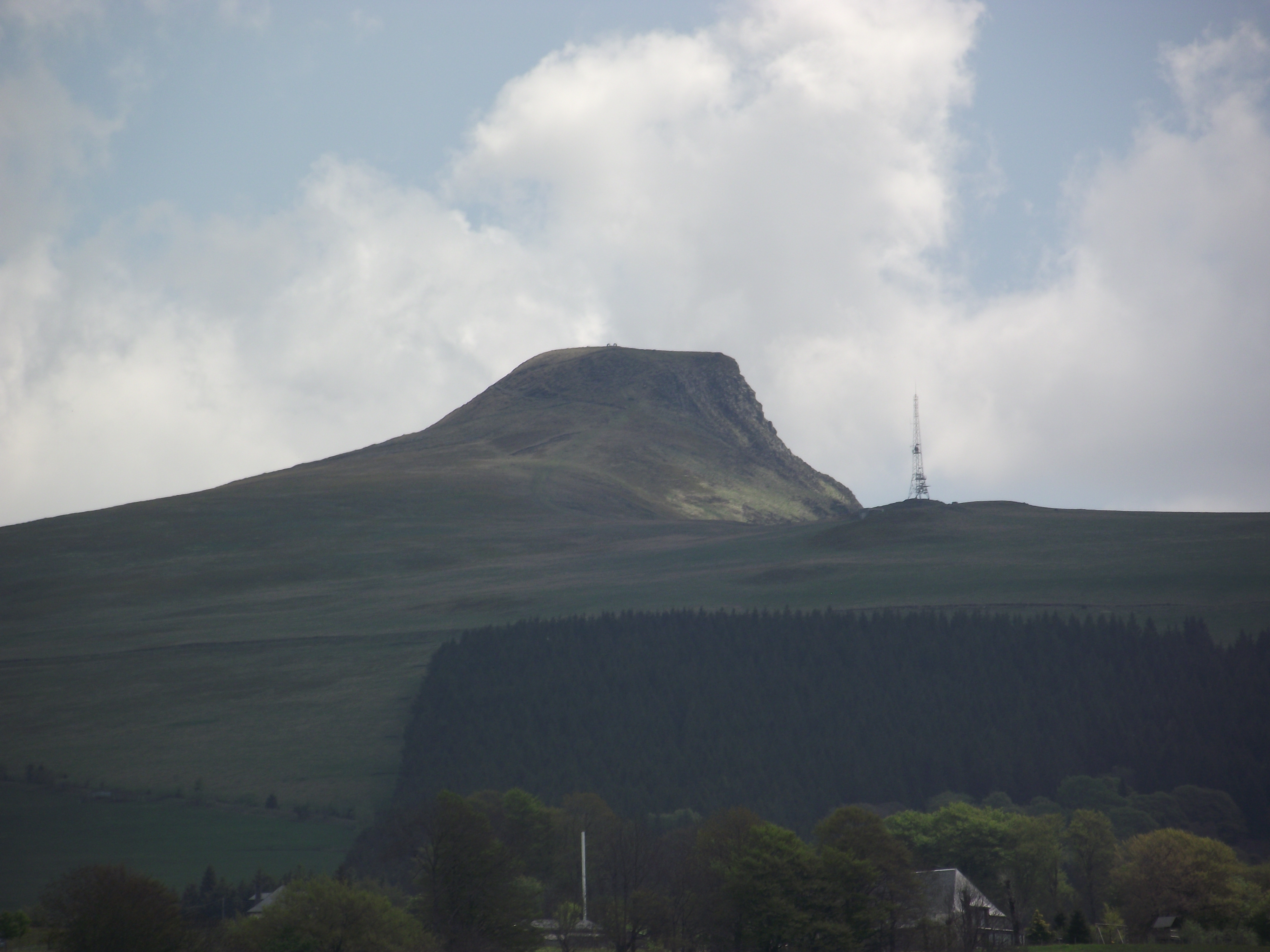
バンヌ・ドルダンシュの頂上はコミューンの象徴である

ドール山地の火山性山間地に位置する。火山性の玄武岩の岩山バンヌ・ドルダンシュ（fr、1512m）がコミューンを見下ろす。
村そのものは標高1030mのところ、ドルドーニュ川上流の谷の日当たりの良い場所に引っかかるようにしてある。村はブルブールを見下ろす岩山の周囲に広がっている。
気候は十分に、山岳性を帯びた海洋性気候であるが、位置が他から露出しているため太陽光の恩恵を受けている。

## 歴史
中世には、城が一帯を支配していた。城は防衛上の重要性を帯び、谷の入り口を封鎖することができた。
19世紀まで貧しい農村であった。しかし、温泉（今日のモン＝ドール）におけるハイドロテラピーが発展して、ブルブールは外へ向けて開けた。現在のコミューンは、主に観光でなりたつ郊外の町である。

## 人口統計
| 1962年 | 1968年 | 1975年 | 1982年 | 1990年 | 1999年 | 2006年 | 2012年 |
| ------ | ------ | ------ | ------ | ------ | ------ | ------ | ------ |
| 385    | 382    | 367    | 419    | 435    | 499    | 483    | 481    |

source=1999年までLdh/EHESS/Cassini、2004年以降INSEE

## 経済
農村経済は事実上消滅してしまった。牧草地の維持や山での放牧を行う農民は一握りである。特に強みとする観光は、グリーン・ツーリズムである。